# Cấp Cổ Các

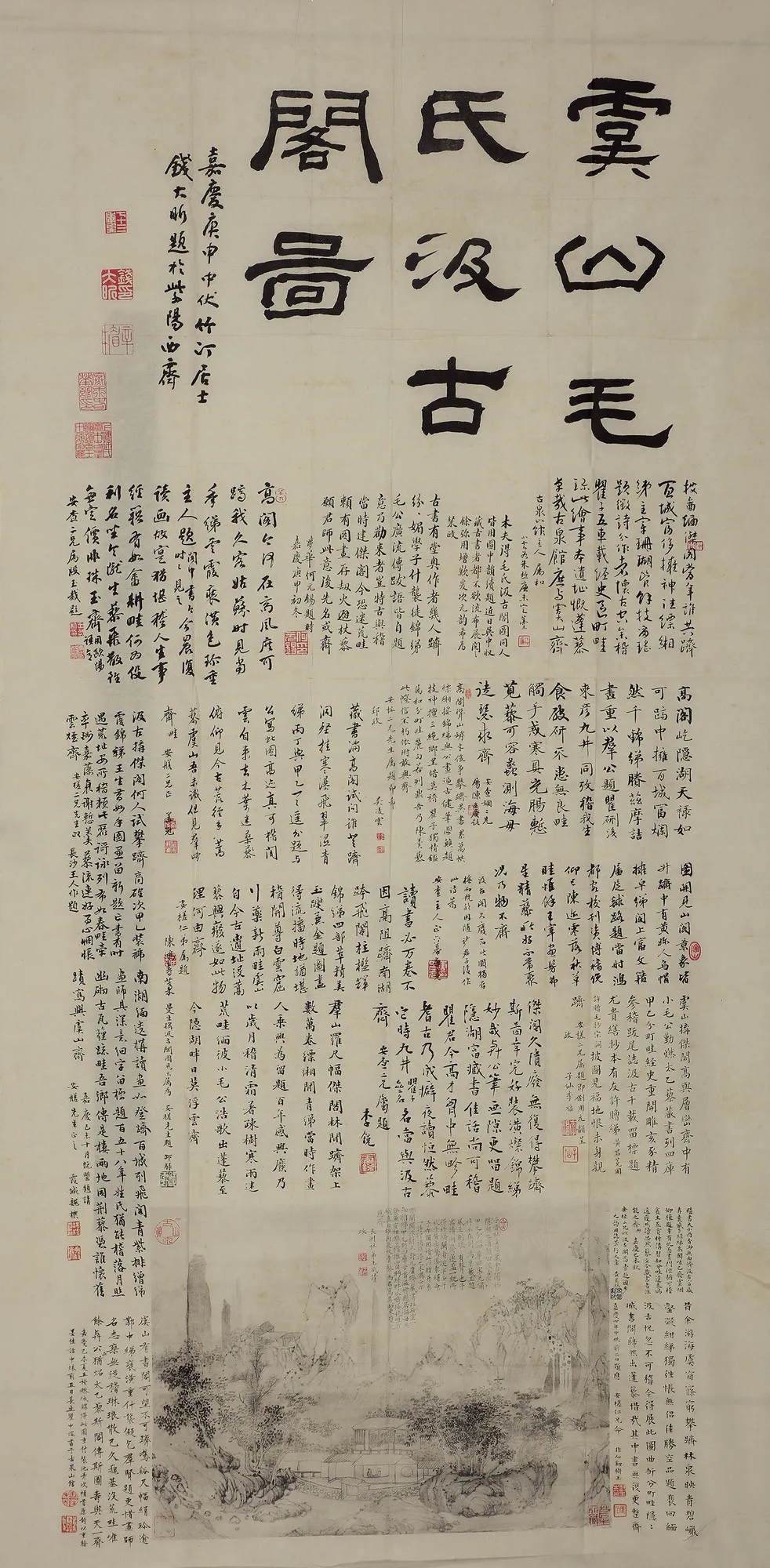
Ngu Sơn Mao thị Cấp Cổ Các đồ

Cấp Cổ Các (tiếng Trung: 汲古閣; bính âm: Jígǔ gé) là thư viện tư nhân và cơ sở xuất bản do văn nhân thời Minh mạt Thanh sơ Mao Tấn sáng lập tại Giang Tô, với bộ sưu tập thư tịch lên tới 84.000 cuốn sách mà phần nhiều là những cuốn sách hay thời Tống, Nguyên, bản thân ông còn lấy Cấp Cổ Các làm tên cửa hiệu của mình. Theo quyển Tô Châu phủ chí (蘇州府志) thời Đồng Trị nhà Thanh,  Cấp Cổ Các tọa lạc tại cầu Thất Lý bên ngoài cổng Nghênh Xuân, Thường Thục. Sau khi Mao Tấn qua đời, con trai thứ năm của ông là Mao Ỷ (hiệu là Cấp Cổ hậu nhân) kế thừa cơ nghiệp của cha mình. Cấp Cổ Các hiện nay không còn tồn tại và nền nhà này giờ đây thuộc về làng Tào Bang, thị trấn Sa Gia Bang, thành phố Thường Thục, tỉnh Giang Tô.

## Lịch sử
Mao Tấn sinh vào cuối thời Minh năm Vạn Lịch thứ 27 (1599), nhiều lần đi thi không đỗ, sau này được mẫu thân Qua thị truyền cảm hứng, lập chí khắc in sách. Năm Thiên Khải thứ 6 (1626), phụ thân qua đời và ông được thừa kế hàng nghìn khoảnh ruộng.  Sau khi nhận được sự ủng hộ của mẫu thân, ông đã bán bớt ruộng đất của mình, bỏ tiền thuê hơn 20 thợ khắc và bắt đầu khắc in sách. Năm Sùng Trinh thứ 15 (1642), Mao Tấn đã nhờ thông gia Vương Hàm vẽ bức tranh Ngu Sơn Mao thị Cấp Cổ Các đồ (虞山毛氏汲古閣圖) trong đó có chín gian phòng ốc và hai cái ao, trên ao có đình Nhị Như và đình Lục Quân, Mao từng “phê duyệt trong suốt mười năm” tại đình Lục Quân. Một trong hai cái ao bị nước sông tràn vào, còn ao kia bị lấp để tạo đất nông nghiệp vào thập niên 1970.

## Sách khắc in
Những cuốn sách lớn hơn được khắc trong Cấp Cổ Các của Mao Tấn bao gồm Thập tam kinh (十三经), Thập thất sử (十七史), Tân đãi bí thư (津逮秘書) và Lục thập chủng khúc (六十種曲) cũng như nhiều cuốn sách quý hiếm và độc đáo khác nhau. Ông đã trả giá rất cao cho bộ sưu tập sách vở độc đáo của mình, từng dán trên cửa nhà đôi câu "Người khác trả giá một nghìn, chủ hiệu trả giá một nghìn hai trăm". Đến nỗi người dân địa phương có câu tục ngữ rằng: "Ba trăm lẻ sáu kế sinh nhai, chẳng thà bán sách cho họ Mao". Chi phí khắc in sách cũng rất cao, mỗi trang có giá ba lạng bạc. Giấy được sử dụng là giấy đặt làm từ Giang Tây, giấy mỏng có chữ Mao bên góc, giấy dày có chữ Mao đậm hơn, sách họ sao chép giống hệt sách gốc nên gọi là bản "Mao sao" (毛抄).

### Sưu tầm
Bản Cấp Cổ Các rất được giới sưu tầm sách và văn nhân đời sau yêu thích, Ngô Vĩ Nghiệp từng viết Cấp Cổ Các ca (汲古閣歌) khen ngợi thành tích này. Bản do Mao Tấn biên soạn ban đầu gồm có Cấp Cổ Các giáo khắc thư mục (汲古阁校刻书目) chép lại 534 loại sách. Hối Đạo nhân thời Thanh lại biên soạn phần bổ di, thêm vào 44 loại sách, nâng tổng số lên 578 loại sách. Đào Tương cuối thời Thanh thích sưu tầm bản Cấp Cổ Các và có tổng cộng 540 loại sách khắc in. Minh Mao thị Cấp Cổ Các khắc thư mục lục (明毛氏汲古阁刻书目录) 1 quyển do Đào Tương biên soạn thu thập 623 loại sách, trong đó có 75 loại ông không sưu tầm được. Lời bàn trong phần đề tựa của Minh Mao thị Cấp Cổ Các khắc thư mục lục nói rằng "Bào Phương Cốc có một tập sách viết về sự tồn vong của bản khắc in Cấp Cổ" đó chính là Cấp Cổ Các khắc bản tồn vong khảo (汲古阁刻板存亡考) của Hối Đạo nhân, nhưng trên thực tế Hối Đạo nhân không phải tên là Bào Phương Cốc mà là Trịnh Đức Mậu thời Thanh.